# Groupe de NGC 1103
Le groupe de NGC 1103 comprend au moins quatre galaxies situées dans la constellation de l'Éridan. La distance moyenne entre ce groupe et la Voie lactée est d'environ 57,3 Mpc (∼187 millions d'al).

## Membres
Le tableau ci-dessous liste les quatre galaxies du groupe indiquées dans l'article de A.M. Garcia paru en 1993.
| Nom         | Class.   | Type           | α (J2000.0)   | δ (J2000.0)  | Vitesse radiale (km/s) | m       | Distance (Mpc) | Diamètre (kal) |
| ----------- | -------- | -------------- | ------------- | ------------ | ---------------------- | ------- | -------------- | -------------- |
| NGC 1081    | SB(s)b?  | Spirale barrée | 02h 45m 05.5s | -15° 35′ 16″ | 3999 ± 3               | 13,3    | 56,0 ± 3,9     | 88             |
| NGC 1103    | SB(s)b?  | Spirale barrée | 02h 48m 06.0s | -13° 57′ 33″ | 4138 ± 9               | 12,9    | 58,1 ± 4,1     | 91             |
| IC 1853     | SB(rs)b? | Spirale barrée | 02h 48m 04.3s | -13° 59′ 35″ | 4140 ± 358             | 13,7    | 58,1 ± 4,1     | 59             |
| MGC -3-8-37 | SB?      | Spirale barrée | 02h 52m 22.3s | -14° 33′ 15″ | 4057 ± 6               | 15,0481 | 57,0 ± 4,0     | 62             |

Le site DeepskyLog permet de trouver aisément les constellations des galaxies mentionnées dans ce tableau ou si elles ne s'y trouvent pas, l'outil du site constellation permet de le faire à l'aide des coordonnées de la galaxie. Sauf indication contraire, les données proviennent du site NASA/IPAC.